# Congregazione de Auxiliis divinae gratiae
La Congregazione de Auxiliis divinae gratiae era un organismo della Curia romana, oggi soppresso.

## Storia
Papa Clemente VIII creò questo dicastero nel 1597 dopo la denuncia al tribunale dei libri proibiti avvenuta a seguito della pubblicazione del volume Della concordia della grazia e del libero arbitrio pubblicato nel 1588 a Lisbona per mano del padre gesuita Luis de Molina. Il grande successo dell'opera, aveva portato alla nascita del movimento del molinismo che aveva originato teorie difformi dalla chiesa relativamente al ruolo della grazia divina e nel suo rapporto con l'uomo.
La congregazione era composta di otto teologi (prevalentemente di estrazione domenicana) che dopo soli pochi mesi di lavoro contestarono al de Molina oltre sessanta tesi giudicate erronee, ritrattate poi a sole venti con l'ingresso nel gruppo di due teologi gesuiti.
La congregazione venne infine sciolta il 28 agosto 1606 quando papa Paolo V dispose che nell'opera del de Molina non vi era alcuna traccia di eresia, ma solo una diversa disposizione delle medesime intenzioni della Chiesa. Egli concesse pertanto a domenicani e gesuiti di continuare ad insegnare parallelamente le loro teorie circa la grazia divina seppur in parte contrastanti.

## Fonti
- Gaetano Moroni, Dizionario di erudizione storico-ecclesiastica, vol. XVI, Venezia 1842, p. 147